# L’Isle-sur-le-Doubs
L’Isle-sur-le-Doubs település Franciaországban, Doubs megyében. Lakosainak száma 2812 fő (2022. január 1.). L’Isle-sur-le-Doubs Médière, La Prétière, Rang, Appenans, Blussans és Anteuil községekkel határos.

## Népesség
A település népességének változása:
| Lakosok száma | 3231 | 3205 | 3203 | 3383 | 3108 | 3078 | 2997 | 2865 | 2849 | 2812 |
|               | 1968 | 1982 | 1990 | 2006 | 2013 | 2015 | 2017 | 2019 | 2020 | 2022 |